# تسارو
تسارو (انگلیسی: Tesaro) شرکت داروسازی آمریکایی است، که در سال ۲۰۱۰ توسط شرکت گلاکسواسمیت‌کلاین تأسیس شد.